# Anykščiai
Anykščiai (česky zastarale Onikšty) je okresní město na západě Utenského kraje ve středu severovýchodního okraje Litvy, v pořadí podle velikosti třetí z 10 měst v kraji. Leží 36 km na západ od krajského města Utena, 111 km na sever od Vilniusu. Nachází se na západním okraji Aukštaitské vysočiny, na soutoku řek Šventoji a Anykšta, podle které město dostalo název.
Je městskou památkovou rezervací. Významné objekty ve městě a okolí:
- okresní úřad,
- ředitelství chráněné krajinné oblasti Anykščių regioninis parkas,
- pošta (PSČ: LT-29001),
- nádraží úzkorozchodné dráhy Anykščiai – Panevėžys,
- neogotický katolický kostel Sv. evangelisty Matouše (nejvyšší v Litvě: věže byly do I. svět. války 84 m vysoké, nyní 79 m; poprvé postaven v polovině 15. století, nynější zděná stavba je z roku 1909, v první světové válce došlo k rozmetání vrcholů věží, jejichž pádem byla poškozena střecha; věže byly obnoveny jako dřevěné roku 1917),
- pravoslavný kostel Svatého Alexandra Něvského (založen 1867 – dřevěný, postaven 1873 – zděný),
- městská nemocnice a poliklinika,
- pomník svobody (2002, od sochaře Vlada Vildžiūna),
- muzeum andělů (otevřeno 2010, jediné svého druhu v Litvě),
- v borku u města stávalo sanatorium „Šilelis“, které bylo roku 2007 zbořeno, aby uvolnilo místo stavbě nového zdravotního střediska
- dále jsou zde dvě gymnázia: Jono Biliūno a Antanase Vienuolise, střední škola Antanase Baranauskase, hudební škola, škola sportu, škola umění a tvorby, zemědělská škola, 4 mateřské školy,
- veřejná knihovna Liudviky a Stanislova Didžiulisových,
- na východním okraji města na hoře Kalita je lyžařská trasa Kalnų slidinėjimo centras „Kalita“,
- na severním okraji je hradiště Šeimyniškėlių piliakalnis, které je považováno za první rezidenci raných litevských vladařů jménem Voruta.

## Sport
- FFK Anykųčiai – fotbalový klub,
- KK Anykščiai (KK Puntukas) – basketbalový klub.

## Partnerská města

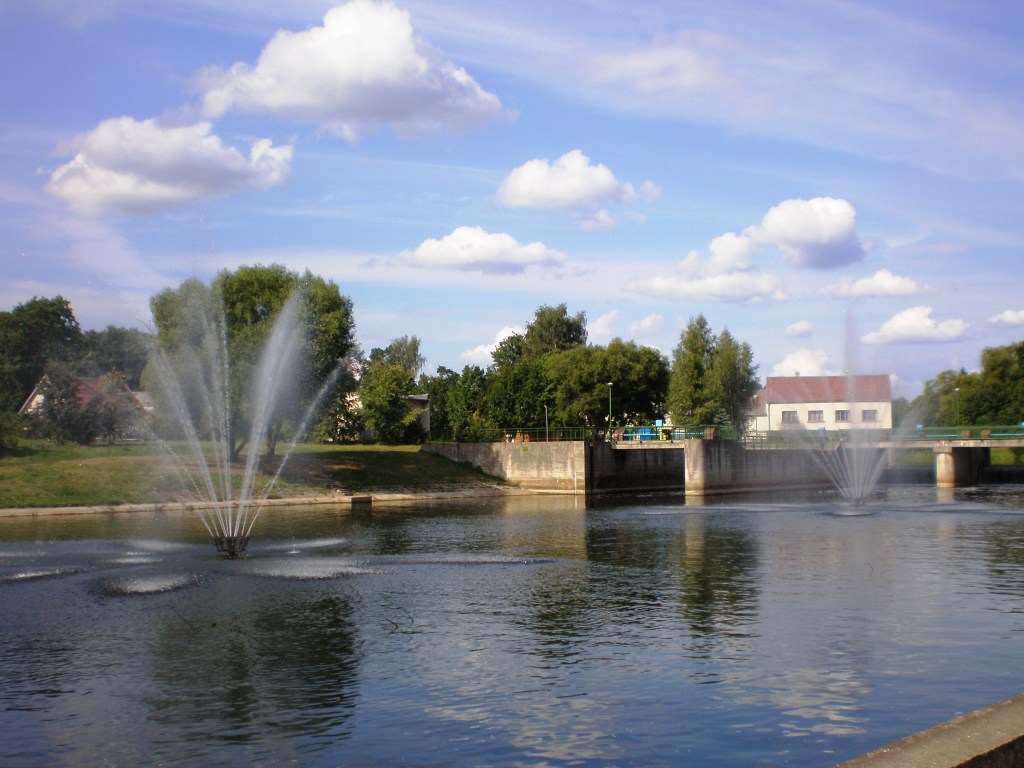
Městem protékářeka Šventoji

| Město       | Znak               | Stát     |
| ----------- | ------------------ | -------- |
| Castelforte |                    | Itálie   |
| Catonsville |                    | USA      |
| Heek        | Znak města Heek    | Německo  |
| Madona      | Znak města Madona  | Lotyšsko |
| Olaine      | Znak města Olaine  | Lotyšsko |
| Ödeshög     | Znak města Ödeshög | Švédsko  |
| Sejny       | Znak města Sejny   | Polsko   |
| Os          | Znak města Os      | Norsko   |
| Nepomuk     | Znak města Nepomuk | Česko    |